# Ада (страва)
Ада (малаял. അട) або Ела Ада — індійський солодкий і традиційний делікатес із Керали, що складається з рисових посилок, укладених у тісто з рисового борошна, із солодкими начинками, приготованих у банановому листі на пару та поданих як вечірня закуска або як частина сніданку. Його можна зустріти навіть у частинах Тамілнаду. Терті кокосове та рисове борошно — два основні інгредієнти. Це закуска, зроблена з сирого рисового борошна, цукру або джагґері та тертого кокосового горіха. Зазвичай його готують на Онам. Poovada готується на кінчику листя плантану як найведья для Онам, в цю ада кладуть кокосову начинку, посипають Thumbapoo (біла квітка Leucas aspera),  роблячи його більш сприятливим. Іноді в подачу також додають банан, який є кокосовою начинкою-банановою начинкою. Пряний Ottada унікальний сніданок із майдом і рисове борошно як основні інгредієнти. Його також можна приготувати без майди, але тільки з використанням рисового борошна, і його не готують на пару, а готують на таві або на полум'ї. Іноді начинка всередині ада чаккаваратті (джем із джекфрутів). Ада також подається як прасада (священна їжа) вірянам у храмах у Кералі.